# Pieni-Kytönen (ö, lat 62,14, long 28,42)
Pieni-Kytönen är en ö i Finland. Den ligger i sjön Haukivesi och i kommunen Nyslott i  landskapet Södra Savolax, i den sydöstra delen av landet, 280 km nordost om huvudstaden Helsingfors. Öns area är 13,7 hektar och dess största längd är 0,8 kilometer i sydöst-nordvästlig riktning.